# Église de la Nunziatella
L'église de la Nunziatella (littéralement de la Petite Annoncée ou Petite Vierge de l'Annonciation), ou officiellement: église de la Santissima Annunziata, est une église du cœur historique de Naples. C'est l'une des plus représentatives du baroque napolitain. Elle se trouve dans le quartier de San Ferdinando et elle est contiguë à l'école militaire à qui elle a donné son nom. L'église est nommée ainsi pour la distinguer de la Sainte-Annonciation-Majeure.

## Histoire
L'église se trouve sur le point le plus élevé de la colline de Pizzofalcone, lieu historiquement lié à la fondation de la ville de Naples. L'antique cité de Parthénopé fut fondée par les Rodii comme avant-poste commercial et se développa sous la période cumaine le long des rues actuelles du Monte di Dio et de Santa Maria Egiziaca a Pizzofalcone. À cette époque, l'endroit était défendu par l'acropole sur la partie du promontoire exposé au sud et était relié au port situé près de l'île de Mégaride, par l'actuelle via Gennaro Serra. L'abandon progressif de Parthénope, dans la seconde moitié du VIe siècle av. J.-C., et la fondation de Neapolis dans le quartier actuel de Santa Lucia, laisse à Pizzofalcone des constructions militaires et des temples, dont celui dédié à Aphrodite Eupoplea, protectrice des marins.
À partir du Ier siècle, la zone de Pizzofalcone devient un « lieu de délices », c'est-à-dire un endroit de villégiature avec des villas patriciennes de la nouvelle élite romaine, dont la fameuse Villa de Lucullus, qui occupait la zone entre l'actuel Castel dell'Ovo et le sommet de Pizzofalcone. La colline est fortifiée en 440 sous l'empereur Valentinien III, et devient connue comme le Castrum Lucullanum. L'endroit du Castrum, avec des extensions jusqu'au Castel Nuovo actuel, devient ensuite progressivement à partir du Ve siècle un lieu où se construisent des monastères et des couvents. L'endroit demeure inchangé pendant toute la période du duché de Naples, jusqu'à l'arrivée d'Alphonse le Magnanime. Ce dernier reconnaît l'importance stratégique de Pizzofalcone pour la défense de la cité, et fait relier par des ouvrages militaires le Castrum Lucullanum avec le Castel Nuovo et le Castel dell'Ovo. La zone, outre ses couvents et ses structures militaires, voit aussi apparaître des demeures nobiliaires. Les propriétaires, en signe de démonstration de leur dévotion envers un ordre particulier, font construire des églises ou des chapelles dont ils font don aux religieux ou au religieuses pour leurs œuvres sociales ou leur monastère. C'est ainsi qu'est édifiée dans le parc de la villa d'Antonio Rota (père du poète Berardino Rota), par exemple, par Costanza Doria del Carretto l'église Santa Maria degli Angeli, donnée ensuite aux théatins.

### Origines de l'église

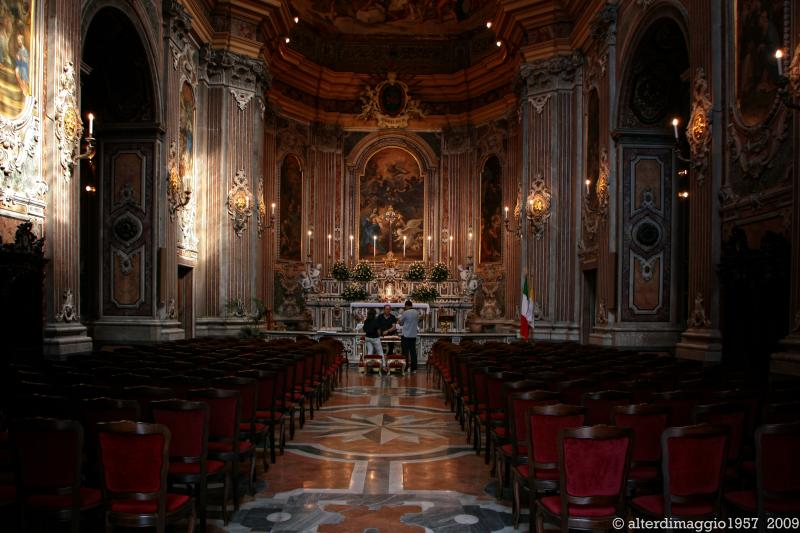
Intérieur

L'église, qui constitue aujourd'hui un témoignage des plus importants du baroque napolitain, est bâtie en 1588 sur les fonds d'Anna Mendoza, marquise della Valle, qui en fait don aux jésuites. Elle est remaniée en 1736 par l'architecte Ferdinando Sanfelice, faisant disparaître toute trace originaire du XVIe siècle.
Lorsque les jésuites sont chassés du royaume de Naples en 1773 par Ferdinand Ier, l'église et sa maison annexe sont confiées aux pères somasques qui y ouvrent un collège. Mais l'année suivante, le roi y ouvre le Real collegio militare (collège militaire royal) et les somasques sont transférés à l'église du Gesù Vecchio. Dès lors, l'église de la Nunziatella sert de chapelle à l'école militaire Nunziatella.
En plus de son importance architecturale, l'église a une grande valeur historique pour Naples. Elle est consacrée dès le début à la Vierge de l'Annonciation et le peuple l'appelle rapidement l'église de la Nunziatella, pour la distinguer de la Sainte-Annonciation-Majeure beaucoup plus grande. Elle donne aussi son nom à l'école militaire, l'une des plus anciennes du monde encore en activité. Jusqu'en 1985, la partie derrière le maître-autel était utilisée par la chorale des élèves de l'école militaire pendant les célébrations liturgiques. Par tradition, ils laissaient (et laissent encore) leur signature sur les parois.
En novembre 1801, une messe de Requiem y est célébrée pour la mort de Marie-Clémentine d'Autriche (1877-1801), femme du roi François Ier des Deux-Siciles, et c'est le commandant de l'école militaire Giuseppe Saverio Poli qui prononce l'oraison funèbre.

## Description

### Extérieur
La façade de l'église donne un aspect mouvementé qui contraste avec les corps de bâtiment qui la flanquent et les ordres en clair-obscur sont caractéristiques, tandis que l'on note l'absence de statues ou d'ornements chargés.

### Intérieur
L'intérieur de l'église s'inscrit dans un plan longitudinal avec une nef unique recouverte d'une voûte en berceau et quatre chapelles latérales, tandis que le chœur est délimité par un arc triomphal.

#### ChapelleIn passione Domini
La première chapelle à droite consacrée à la Passion du Seigneur contient le monument funéraire de Don Giovanni Assenzio Goyzueta, mort en 1783, maréchal de camp des armées de Sa Majesté et secrétaire d'État de Ferdinand IV. Le monument est sculpté en marbre blanc selon les dessins de Salvatore di Franco, élève de Giuseppe Sanmartino. Les éléments décoratifs, outre le portrait du défunt, sont représentés par une femme en deuil et un petit amour pleurant qui éteint sa propre torche. On peut y lire:
« Marchioni Joanni Assentio de Goyzueta Cantabro viro religione, moribus, atque amicitia cum paucis comparando, in expeditione Neapolitana ac Sicula Invict. Caroli Philippi V. Hispaniarum Regis filii fortunam sequuto, propter singularem suam dexteritatem, fidem atque integritatem Carolo ipsi ac postea Ferdinando ejus filio Regibus adprobatam, in militari maritima praefectura summorum honorum insignibus decorato, in augustum Principis Consistorium adlecto, ac per ipsum ferme vicennium in utroque Regno Sacrarum privatarumque rerum summae praesse jusso, ob Fisci vero causam raro quidem exemplo cum populorum levamento conciliatam omnium ordinum desiderio diu futuro uxor Isidora Carpintera, atque communes liberi moerentissimi P. an. MDCCLXXXIII. Vixit plus minos annos LXX. »
Une Crucifixion est présente au-dessus de l'autel de la chapelle, œuvre de Ludovico Mazzanti. D'autres scènes de la Passion du Christ sont représentées sur les parois de la chapelle par Francesco de Rosa, ainsi Jésus tombe une première fois, puis La Déposition (1646). Le plafond de la chapelle est décoré d'une fresque représentant quatre angelots par Girolamo Cenatiempo.

#### Chapelle Saint-Stanislas-Kotska
La deuxième chapelle de droite est consacrée au jeune jésuite polonais saint Stanislas Kostka. L'autel de la chapelle est surmonté d'une tableau allégorique de Paolo de Matteis figurant le jeune saint en gloire avec la Vierge de l'Assomption. La scène est une allusion directe au 15 août, jour de la mort de saint Stanislas Kostka, et fête de l'Assomption de Marie. On remarque sur les murs deux tableaux de Ludovico Mazzanti, La Gloire de l'Enfant Jésus dans les bras de saint Stanislas Kostka et Saint Stanislas reçoit l'Eucharistie, la fresque de la petite coupole est de Giuseppe Mastroleo. 

#### Maître-autel

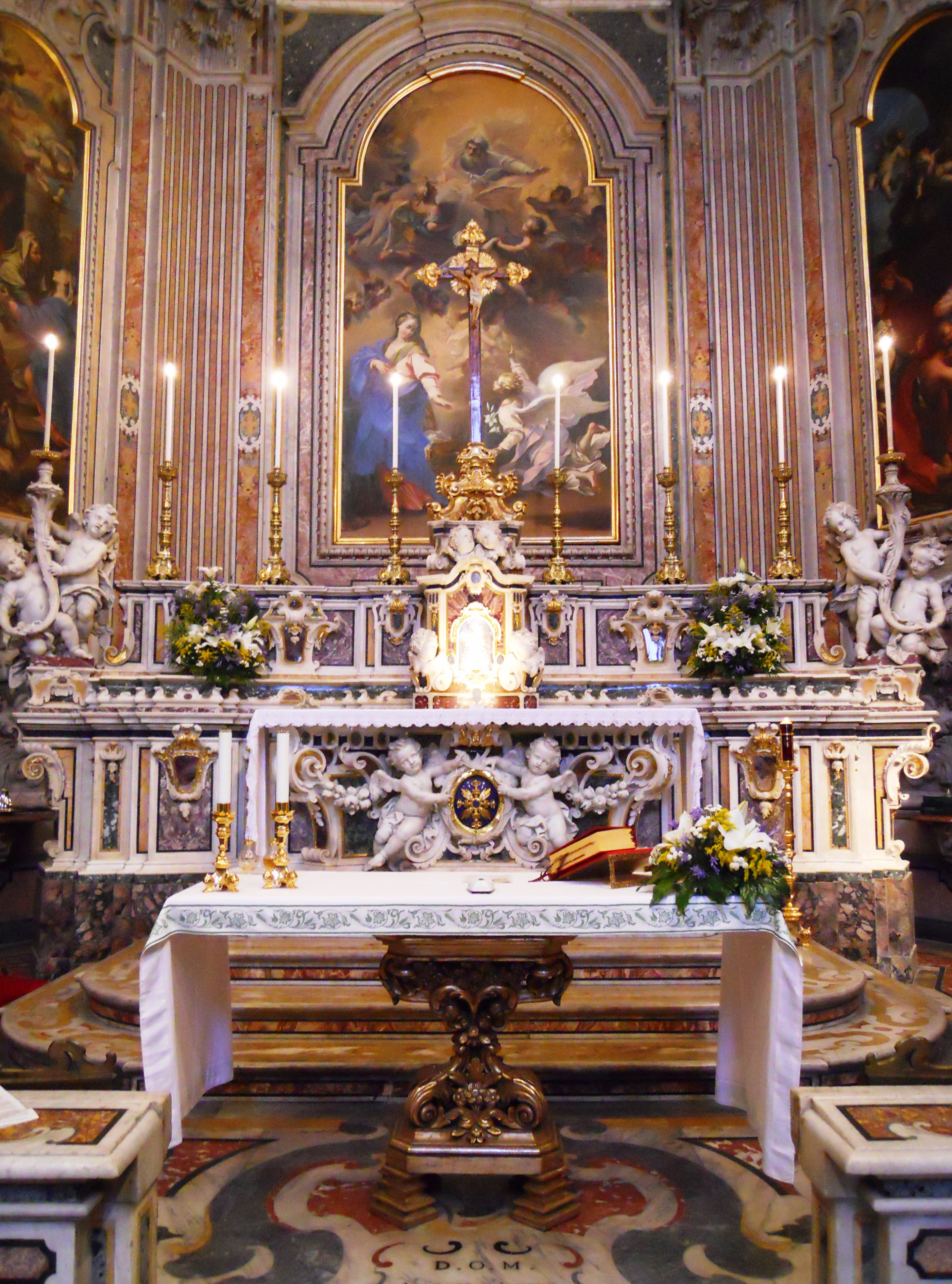
Le maître-autel

Le maître-autel est richement composé de marbres polychromes dans le style du baroque napolitain le plus exemplaire, il est réalisé en 1732 par Giuseppe Bastelli selon les dessins de Carlo Schisano. Deux couples d'anges porte-torche le flanquent, de la main de Giuseppe Sanmartino en 1756,,,, ressemblant aux anges réalisés par lui pour l'église des Girolamini.
Au-dessus de l'autel, on peut admirer trois tableaux de style rococo illustrant la Vie de Marie de Ludovico Mazzante ; ce sont La Visitation à gauche et La Nativité de Notre Seigneur à droite, contre L'Annonciation au milieu, qui rappelle le vocable de l'église.
Au-dessus encore, on remarque les fresques de Francesco de Mura représentant L'Adoration des Mages.

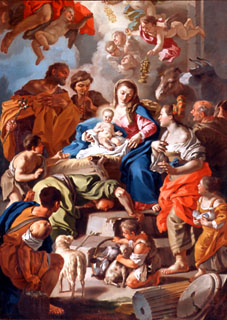
L'Adoration des Mages par Francesco de Mura

#### Chapelle Saint-François-Xavier
Première chapelle à gauche, dédiée au missionnaire jésuite saint François Xavier, on y remarque au-dessus de l'autel un tableau représentant le saint missionnaire prêchant aux Indiens de Francesco de Mura.
De Mastroleo, on remarque les peintures à l'huile représentant des scènes de la vie du saint.

#### Chapelle Saint-Ignace
La deuxième chapelle de gauche est consacrée au fondateur de la Compagnie de Jésus, saint Ignace de Loyola, dont le portrait se trouve au dessus de l'autel par Francesco de Mura. Les deux tableaux latéraux représentent  Saint Ignace à genoux devant le Seigneur et Saint Ignace à genoux devant la Sainte Trinité, par Giuseppe Mastroleo. Mastroleo a également peint la voûte qui représente La Mort de saint Ignace.

#### Voûte
La coûte recouvrant la nef est entièrement peinte par Francesco de Mura et représente L'Assomption de la Bienheureuse Vierge Marie.

#### Contre-façade
La contre-façade avec une grande fenêtre est peinte de fresques figurant Quatre saints de Ludovico Mazzanti.

#### Abside
Ludovico Mazzanti qui demeure à Naples entre 1733 et 1740, réalisera le cycle de fresques mariales pour l'abside.

## Source de la traduction
- (it) Cet article est partiellement ou en totalité issu de l’article de Wikipédia en italien intitulé « Chiesa della Nunziatella » (voir la liste des auteurs).